# Mitsubishi
Mitsubishi Group (japanska: 三菱グループ, Mitsubishi Gurūpu) är en japansk industrikoncern och ett av sex stora japanska företagskonglomerat, keiretsu. I Sverige är Mitsubishi troligen mest känt som biltillverkare genom Mitsubishi Motors.
Mitsubishi grundades 1870 som en speditionsfirma.

## Viktiga företag i Mitsubishi Group
Listan är inte fullständig
- Tokyo-Mitsubishi UFJ (en:The Bank of Tokyo-Mitsubishi UFJ, BTMU; ja:株式会社三菱東京UFJ銀行, Kabushikigaisha Mitsubishi Tokyo UFJ Ginko; Bank)
- Mitsubishi Corporation (ja:三菱商事株式会社, Mitsubishi Shōji Kabushiki Kaisha; handelsbolag)
- Mitsubishi Heavy Industries (ja:三菱重工業株式會社, Mitsubishi Jūkōgyō Kabushiki Kaisha; industribolag)
- Mitsubishi Motors Corporation (ja:三菱自動車工業株式会社, Mitsubishi Jidōsha Kōgyō Kabushiki Kaisha; biltillverkare)
- Kirinbryggeriet
- Nippon Yusen (ja:日本郵船; speditionsfirma)
- Nikon Corporation (optikföretag)
- Mitsubishi Chemical Corporation (~ Kagaku; kemiindustri)
- Mitsubishi Estate Company (~ Jijo; fastighetsbolag)
- Mitsubishi Electric (~ Denki; elvarutillverkare)
- Nippon Oil Corporation (ja:新日本石油株式会社, Shin Nihon Sekiyu Kabushiki-gaisha)